# I Don’t Need No Doctor
I Don’t Need No Doctor – piosenka amerykańskiego muzyka Raya Charlesa. W 1966 roku wydana została jako singel i uplasowała się na 72. miejscu Billboard Hot 100 oraz na 45. pozycji Hot R&B/Hip-Hop Songs.
Covery piosenki nagrali m.in.: The Chocolate Watch Band (1969), Humble Pie (1971), New Riders of the Purple Sage (1972), W.A.S.P. (1986) oraz John Mayer (2007). Gitarzysta jazzowy John Scofield również stworzył cover utworu, który wydał na swoim tribute albumie poświęconym Charlesowi, That’s What I Say: John Scofield Plays the Music of Ray Charles.